# Laura Davies
Dame Laura Jane Davies DBE (* 10. Mai 1963 in Coventry, England) ist eine englische Proette (Profigolfer), die sowohl auf der nordamerikanischen LPGA Tour als auch der Ladies European Tour spielt. Sie ist die bekannteste britische Golferin der Gegenwart.
Bis zum Beginn der Saison 2006 hat Davies 20 offizielle Siege auf der LPGA Tour errungen. Sie gewann die Geldrangliste 1994 und war die darauf folgenden zwei Jahre jeweils Zweite. Gleichzeitig sammelte Davies weitere 40 Turniersiege auf der Ladies European Tour und führte die Rangliste in den Jahren 1985, 1986, 1992, 1996, 1999, 2004 und 2006 an. Davies ist auch die einzige – das gilt sowohl für Europa als auch für die USA – Spielerin, die in allen zehn Solheim-Cup-Mannschaften bis heute (1990–2007) vertreten war.
Laura Davies bekam die Orden Officer of the British Empire OBE im Jahre 1988 und Commander of the British Empire CBE (2000). 2014 wurde sie schließlich von Königin Elisabeth II. zur Dame Commander des Order of the British Empire ernannt.
Im Oktober 2014 wurde ihre Aufnahme in die World Golf Hall of Fame für 2015 angekündigt.